# Bahnstrecke Auckland–Opua
| Zug bei der Ausfahrt aus Helensville nach Norden (2017) |                   |                                         |                                         |
| Streckenlänge: | 299 km            |                                         |                                         |
| Spurweite: | 1067 mm (Kapspur) |                                         |                                         |
| |                   |                                         |                                         |
| \| \| \| von Auckland Ōtāhuhu \| \| \| \| 0,00 \| Westfield Junction \| Westfield Junction \| \| \| \| Bahnstrecke Wellington–Auckland \| \| \| \| 1,28 \| Southdown \| Southdown \| \| \| \| nach Onehunga \| \| \| \| 3,17 \| Penrose \| Penrose \| \| \| 4,62 \| Ellerslie \| Ellerslie \| \| \| 5,58 \| Racecourse Platform \| Racecourse Platform \| \| \| 5,99 \| Green Lane \| Green Lane \| \| \| 7,46 \| Remuera \| Remuera \| \| \| 8,53 \| Newmarket \| Newmarket \| \| \| \| nach Auckland Britomart (Hauptbahnhof) \| \| \| \| 10,00 \| Boston Road \| Boston Road \| \| \| 11,13 \| Mount Eden \| Mount Eden \| \| \| 12,48 \| Kingsland \| Kingsland \| \| \| 13,45 \| Morningside \| Morningside \| \| \| \| Avondale Road \| \| \| \| 14,78 \| Baldwin Avenue \| Baldwin Avenue \| \| \| 15,81 \| Mount Albert \| Mount Albert \| \| \| \| Woodward Road \| \| \| \| 17,52 \| Avondale \| Avondale \| \| \| 18,71 \| St. George's Street \| St. George's Street \| \| \| 20,24 \| New Lynn \| New Lynn \| \| \| 21,35 \| Fruitvale Road \| Fruitvale Road \| \| \| 22,32 \| Croydon Road (Scroggy Hill Street) \| Croydon Road (Scroggy Hill Street) \| \| \| 23,15 \| Glen Eden (Waikumete) \| Glen Eden (Waikumete) \| \| \| 24,33 \| Westbrook auch: Oratia \| Westbrook auch: Oratia \| \| \| \| Waikomiti \| \| \| \| 25,46 \| Sunnyvale \| Sunnyvale \| \| \| 27,08 \| Henderson \| Henderson \| \| \| 28,55 \| Sturges Road \| Sturges Road \| \| \| 30,40 \| Ranui \| Ranui \| \| \| 32,69 \| Swanson \| Swanson \| \| \| \| Waitakere-Tunnel (274 m) \| \| \| \| 36,62 \| Waitakere \| Waitakere \| \| \| 39,81 \| Taupaki \| Taupaki \| \| \| 4,61 \| Riverhead 1875–1881 \| Riverhead 1875–1881 \| \| \| \| \| \| \| \| 0,00 44,88 \| Kumeu \| Kumeu \| \| \| 47,07 \| Huapai auch: Kumeu North \| Huapai auch: Kumeu North \| \| \| 51,19 \| Waimauku \| Waimauku \| \| \| 55,35 \| Rewiti \| Rewiti \| \| \| 57,92 \| Woodhill \| Woodhill \| \| \| 61,28 \| Wharepapa \| Wharepapa \| \| \| 63,68 \| Ohirangi \| Ohirangi \| \| \| 65,66 \| Helensville South \| Helensville South \| \| \| 66,36 \| Helensville \| Helensville \| \| \| 69,22 \| Mount Rex \| Mount Rex \| \| \| 72,16 \| Punganui \| Punganui \| \| \| 75,02 \| Kaukapakapa \| Kaukapakapa \| \| \| 78,46 \| Kanohi \| Kanohi \| \| \| \| Makarau-Tunnel (573 m) \| \| \| \| 83,24 \| Makarau \| Makarau \| \| \| 88,39 \| Tahekeroa \| Tahekeroa \| \| \| \| Tahekeroa-Tunnel (447 m) \| \| \| \| 96,13 \| Ahuroa \| Ahuroa \| \| \| \| Ahuroa-Tunnel (389 m) \| \| \| \| 100,15 \| Woodcocks \| Woodcocks \| \| \| 105,06 \| Kaipara Flats \| Kaipara Flats \| \| \| 109,11 \| Hoteo auch: Tauhoa \| Hoteo auch: Tauhoa \| \| \| \| Hoteo-Tunnel (503 m) \| \| \| \| 114,94 \| Wayby \| Wayby \| \| \| 120,13 \| Wellsford \| Wellsford \| \| \| 125,39 \| Te Hana \| Te Hana \| \| \| \| Te Hana Wharf \| \| \| \| \| Topuni-Tunnel (153 m) \| \| \| \| 131,91 \| Topuni \| Topuni \| \| \| \| Ross-Hill-Tunnel (342 m) \| \| \| \| 139,66 \| Kaiwaka \| Kaiwaka \| \| \| 143,61 \| Ranganui auch: Otamatea \| Ranganui auch: Otamatea \| \| \| \| Ranganui Wharf \| \| \| \| \| Otamatea-Brücke \| \| \| \| \| Ranganui-Tunnel (171 m) \| \| \| \| 148,55 \| Bickerstaffe \| Bickerstaffe \| \| \| \| Bickerstaffe-Tunnel (481 m) \| \| \| \| 150,55 \| Maungaturoto \| Maungaturoto \| \| \| 154,37 \| Huarau \| Huarau \| \| \| \| Huarau-Tunnel (343 m) \| \| \| \| 156,81 \| Paparoa \| Paparoa \| \| \| \| Golden Stairs-Tunnel (604 m) \| \| \| \| 163,68 \| Mareretu \| Mareretu \| \| \| 168,49 \| Taipuha \| Taipuha \| \| \| \| Mareretu-Tunnel (344 m) \| \| \| \| 173,87 \| Waikiekie \| Waikiekie \| \| \| \| Waikiekie-Tunnel (240 m) \| \| \| \| 179,51 \| Waiotira \| Waiotira \| \| \| \| Bahnstrecke Waiotira–Donnellys Crossing \| \| \| \| 188,22 \| Tauraroa \| Tauraroa \| \| \| 195,07 \| Mangapai \| Mangapai \| \| \| \| nach Marsden Point in Planung \| \| \| \| 199,8 \| Oakleigh \| Oakleigh \| \| \| 203,77 \| Portland \| Portland \| \| \| \| Damm über den Whangārei Harbour \| \| \| \| 6,36 \| Onerahi \| Onerahi \| \| \| \| Hātea River \| \| \| \| 1,93 \| Kioreroa \| Kioreroa \| \| \| \| \| \| \| \| 0,00 213,51 \| Whangārei \| Whangārei \| \| \| 214,63 \| Whangārei Town Hall \| Whangārei Town Hall \| \| \| 216,52 \| Mair \| Mair \| \| \| 221,14 \| Kamo auch: Ruatangata \| Kamo auch: Ruatangata \| \| \| 226,42 \| Kauri \| Kauri \| \| \| 231,82 \| Hikurangi \| Hikurangi \| \| \| 233,56 \| Waro \| Waro \| \| \| 237,77 \| Otonga \| Otonga \| \| \| 239,1 \| Whakapara \| Whakapara \| \| \| 243,95 \| Waiotu \| Waiotu \| \| \| 246,83 \| Hukerenui \| Hukerenui \| \| \| 250,83 \| Akerama \| Akerama \| \| \| 253,87 \| Towai \| Towai \| \| \| 258,60 \| Maromaku \| Maromaku \| \| \| 261,84 \| Taikirau \| Taikirau \| \| \| 266,87 \| Motatau \| Motatau \| \| \| 270,24 \| Opahi \| Opahi \| \| \| 277,02 \| Pokapu \| Pokapu \| \| \| \| Bahnstrecke Otiria–Okaihau \| \| \| \| 281,30 \| Otiria \| Otiria \| \| \| 284,13 \| Moerewa auch: Waipuna \| Moerewa auch: Waipuna \| \| \| \| \| \| \| \| 287,89 \| Kawakawa Bay of Islands Vintage Railway \| Kawakawa Bay of Islands Vintage Railway \| \| \| 291,03 \| Taumarere \| Taumarere \| \| \| \| \| \| \| \| \| Taumarere Wharf \| \| \| \| 293,40 \| Te Akeake \| Te Akeake \| \| \| \| Whangae-Tunnel (80 m) \| \| \| \| 297,28 \| Whangae Bridge \| Whangae Bridge \| \| \| 298,96 \| Opua \| Opua \| \| \| \| Hafen Opua \| \| \| \| \| \| \| \| Quellen: [1] \| \| \| \| |                   |                                         |                                         |
| Strecke |                   | von Auckland Ōtāhuhu                    | von Auckland Ōtāhuhu                    |
| Dienststation / Betriebs- oder Güterbahnhof | 0,00              | Westfield Junction                      | Westfield Junction                      |
| Abzweig geradeaus und nach rechts |                   | Bahnstrecke Wellington–Auckland         | Bahnstrecke Wellington–Auckland         |
| Haltepunkt / Haltestelle | 1,28              | Southdown                               | Southdown                               |
| Abzweig geradeaus und von links |                   | nach Onehunga                           | nach Onehunga                           |
| Bahnhof | 3,17              | Penrose                                 | Penrose                                 |
| Haltepunkt / Haltestelle | 4,62              | Ellerslie                               | Ellerslie                               |
| ehemaliger Haltepunkt / Haltestelle | 5,58              | Racecourse Platform                     | Racecourse Platform                     |
| Haltepunkt / Haltestelle | 5,99              | Green Lane                              | Green Lane                              |
| Haltepunkt / Haltestelle | 7,46              | Remuera                                 | Remuera                                 |
| Bahnhof | 8,53              | Newmarket                               | Newmarket                               |
| Abzweig geradeaus, nach rechts und von rechts |                   | nach Auckland Britomart (Hauptbahnhof)  | nach Auckland Britomart (Hauptbahnhof)  |
| Dienststation / Betriebs- oder Güterbahnhof | 10,00             | Boston Road                             | Boston Road                             |
| Haltepunkt / Haltestelle | 11,13             | Mount Eden                              | Mount Eden                              |
| Haltepunkt / Haltestelle | 12,48             | Kingsland                               | Kingsland                               |
| Bahnhof | 13,45             | Morningside                             | Morningside                             |
| ehemaliger Haltepunkt / Haltestelle |                   | Avondale Road                           | Avondale Road                           |
| Haltepunkt / Haltestelle | 14,78             | Baldwin Avenue                          | Baldwin Avenue                          |
| Haltepunkt / Haltestelle | 15,81             | Mount Albert                            | Mount Albert                            |
| ehemaliger Haltepunkt / Haltestelle |                   | Woodward Road                           | Woodward Road                           |
| Bahnhof | 17,52             | Avondale                                | Avondale                                |
| ehemaliger Haltepunkt / Haltestelle | 18,71             | St. George's Street                     | St. George's Street                     |
| Haltepunkt / Haltestelle | 20,24             | New Lynn                                | New Lynn                                |
| Haltepunkt / Haltestelle | 21,35             | Fruitvale Road                          | Fruitvale Road                          |
| ehemaliger Haltepunkt / Haltestelle | 22,32             | Croydon Road (Scroggy Hill Street)      | Croydon Road (Scroggy Hill Street)      |
| Haltepunkt / Haltestelle | 23,15             | Glen Eden (Waikumete)                   | Glen Eden (Waikumete)                   |
| ehemaliger Haltepunkt / Haltestelle | 24,33             | Westbrook auch: Oratia                  | Westbrook auch: Oratia                  |
| ehemaliger Haltepunkt / Haltestelle |                   | Waikomiti                               | Waikomiti                               |
| Haltepunkt / Haltestelle | 25,46             | Sunnyvale                               | Sunnyvale                               |
| Bahnhof | 27,08             | Henderson                               | Henderson                               |
| Haltepunkt / Haltestelle | 28,55             | Sturges Road                            | Sturges Road                            |
| Haltepunkt / Haltestelle | 30,40             | Ranui                                   | Ranui                                   |
| Bahnhof | 32,69             | Swanson                                 | Swanson                                 |
| Tunnel |                   | Waitakere-Tunnel (274 m)                | Waitakere-Tunnel (274 m)                |
| Dienststation / Betriebs- oder Güterbahnhof | 36,62             | Waitakere                               | Waitakere                               |
| ehemaliger Bahnhof | 39,81             | Taupaki                                 | Taupaki                                 |
| Betriebs-/Güterbahnhof Streckenanfang (Strecke außer Betrieb) · Strecke | 4,61              | Riverhead 1875–1881                     | Riverhead 1875–1881                     |
| Strecke nach links (außer Betrieb) · Abzweig geradeaus und ehemals von rechts |                   |                                         |                                         |
| ehemaliger Bahnhof | 0,00 44,88        | Kumeu                                   | Kumeu                                   |
| ehemaliger Bahnhof | 47,07             | Huapai auch: Kumeu North                | Huapai auch: Kumeu North                |
| ehemaliger Bahnhof | 51,19             | Waimauku                                | Waimauku                                |
| ehemaliger Bahnhof | 55,35             | Rewiti                                  | Rewiti                                  |
| ehemaliger Bahnhof | 57,92             | Woodhill                                | Woodhill                                |
| ehemaliger Bahnhof | 61,28             | Wharepapa                               | Wharepapa                               |
| ehemaliger Bahnhof | 63,68             | Ohirangi                                | Ohirangi                                |
| ehemaliger Bahnhof | 65,66             | Helensville South                       | Helensville South                       |
| Dienststation / Betriebs- oder Güterbahnhof | 66,36             | Helensville                             | Helensville                             |
| ehemaliger Bahnhof | 69,22             | Mount Rex                               | Mount Rex                               |
| ehemaliger Bahnhof | 72,16             | Punganui                                | Punganui                                |
| ehemaliger Bahnhof | 75,02             | Kaukapakapa                             | Kaukapakapa                             |
| ehemaliger Bahnhof | 78,46             | Kanohi                                  | Kanohi                                  |
| Tunnel |                   | Makarau-Tunnel (573 m)                  | Makarau-Tunnel (573 m)                  |
| ehemaliger Bahnhof | 83,24             | Makarau                                 | Makarau                                 |
| ehemaliger Bahnhof | 88,39             | Tahekeroa                               | Tahekeroa                               |
| Tunnel |                   | Tahekeroa-Tunnel (447 m)                | Tahekeroa-Tunnel (447 m)                |
| ehemaliger Bahnhof | 96,13             | Ahuroa                                  | Ahuroa                                  |
| Tunnel |                   | Ahuroa-Tunnel (389 m)                   | Ahuroa-Tunnel (389 m)                   |
| ehemaliger Bahnhof | 100,15            | Woodcocks                               | Woodcocks                               |
| Dienststation / Betriebs- oder Güterbahnhof | 105,06            | Kaipara Flats                           | Kaipara Flats                           |
| ehemaliger Bahnhof | 109,11            | Hoteo auch: Tauhoa                      | Hoteo auch: Tauhoa                      |
| Tunnel |                   | Hoteo-Tunnel (503 m)                    | Hoteo-Tunnel (503 m)                    |
| ehemaliger Bahnhof | 114,94            | Wayby                                   | Wayby                                   |
| Dienststation / Betriebs- oder Güterbahnhof | 120,13            | Wellsford                               | Wellsford                               |
| ehemaliger Bahnhof | 125,39            | Te Hana                                 | Te Hana                                 |
| ehemaliger Dienststation / Betriebs- oder Güterbahnhof |                   | Te Hana Wharf                           | Te Hana Wharf                           |
| Tunnel |                   | Topuni-Tunnel (153 m)                   | Topuni-Tunnel (153 m)                   |
| ehemaliger Bahnhof | 131,91            | Topuni                                  | Topuni                                  |
| Tunnel |                   | Ross-Hill-Tunnel (342 m)                | Ross-Hill-Tunnel (342 m)                |
| Dienststation / Betriebs- oder Güterbahnhof | 139,66            | Kaiwaka                                 | Kaiwaka                                 |
| ehemaliger Bahnhof | 143,61            | Ranganui auch: Otamatea                 | Ranganui auch: Otamatea                 |
| ehemaliger Dienststation / Betriebs- oder Güterbahnhof |                   | Ranganui Wharf                          | Ranganui Wharf                          |
| Brücke über Wasserlauf |                   | Otamatea-Brücke                         | Otamatea-Brücke                         |
| Tunnel |                   | Ranganui-Tunnel (171 m)                 | Ranganui-Tunnel (171 m)                 |
| ehemaliger Bahnhof | 148,55            | Bickerstaffe                            | Bickerstaffe                            |
| Tunnel |                   | Bickerstaffe-Tunnel (481 m)             | Bickerstaffe-Tunnel (481 m)             |
| Dienststation / Betriebs- oder Güterbahnhof | 150,55            | Maungaturoto                            | Maungaturoto                            |
| ehemaliger Bahnhof | 154,37            | Huarau                                  | Huarau                                  |
| Tunnel |                   | Huarau-Tunnel (343 m)                   | Huarau-Tunnel (343 m)                   |
| ehemaliger Bahnhof | 156,81            | Paparoa                                 | Paparoa                                 |
| Tunnel |                   | Golden Stairs-Tunnel (604 m)            | Golden Stairs-Tunnel (604 m)            |
| ehemaliger Bahnhof | 163,68            | Mareretu                                | Mareretu                                |
| ehemaliger Bahnhof | 168,49            | Taipuha                                 | Taipuha                                 |
| Tunnel |                   | Mareretu-Tunnel (344 m)                 | Mareretu-Tunnel (344 m)                 |
| ehemaliger Bahnhof | 173,87            | Waikiekie                               | Waikiekie                               |
| Tunnel |                   | Waikiekie-Tunnel (240 m)                | Waikiekie-Tunnel (240 m)                |
| Dienststation / Betriebs- oder Güterbahnhof | 179,51            | Waiotira                                | Waiotira                                |
| Abzweig geradeaus und ehemals nach links |                   | Bahnstrecke Waiotira–Donnellys Crossing | Bahnstrecke Waiotira–Donnellys Crossing |
| ehemaliger Bahnhof | 188,22            | Tauraroa                                | Tauraroa                                |
| ehemaliger Bahnhof | 195,07            | Mangapai                                | Mangapai                                |
| Abzweig geradeaus, ehemals nach rechts und ehemals von rechts |                   | nach Marsden Point in Planung           | nach Marsden Point in Planung           |
| ehemaliger Bahnhof | 199,8             | Oakleigh                                | Oakleigh                                |
| Dienststation / Betriebs- oder Güterbahnhof | 203,77            | Portland                                | Portland                                |
| |                   | Damm über den Whangārei Harbour         |                                         |
| Betriebs-/Güterbahnhof Streckenanfang (Strecke außer Betrieb) · Strecke | 6,36              | Onerahi                                 | Onerahi                                 |
| Brücke über Wasserlauf (Strecke außer Betrieb) · Strecke |                   | Hātea River                             | Hātea River                             |
| Betriebsstelle Strecke bis hier außer Betrieb · Strecke | 1,93              | Kioreroa                                | Kioreroa                                |
| Strecke nach links · Abzweig geradeaus und von rechts |                   |                                         |                                         |
| Dienststation / Betriebs- oder Güterbahnhof | 0,00 213,51       | Whangārei                               | Whangārei                               |
| ehemaliger Bahnhof | 214,63            | Whangārei Town Hall                     | Whangārei Town Hall                     |
| ehemaliger Bahnhof | 216,52            | Mair                                    | Mair                                    |
| ehemaliger Bahnhof | 221,14            | Kamo auch: Ruatangata                   | Kamo auch: Ruatangata                   |
| Dienststation / Betriebs- oder Güterbahnhof | 226,42            | Kauri                                   | Kauri                                   |
| Dienststation / Betriebs- oder Güterbahnhof | 231,82            | Hikurangi                               | Hikurangi                               |
| ehemaliger Bahnhof | 233,56            | Waro                                    | Waro                                    |
| ehemaliger Bahnhof | 237,77            | Otonga                                  | Otonga                                  |
| ehemaliger Bahnhof | 239,1             | Whakapara                               | Whakapara                               |
| ehemaliger Bahnhof | 243,95            | Waiotu                                  | Waiotu                                  |
| ehemaliger Bahnhof | 246,83            | Hukerenui                               | Hukerenui                               |
| ehemaliger Bahnhof | 250,83            | Akerama                                 | Akerama                                 |
| ehemaliger Bahnhof | 253,87            | Towai                                   | Towai                                   |
| ehemaliger Bahnhof | 258,60            | Maromaku                                | Maromaku                                |
| ehemaliger Bahnhof | 261,84            | Taikirau                                | Taikirau                                |
| ehemaliger Bahnhof | 266,87            | Motatau                                 | Motatau                                 |
| ehemaliger Bahnhof | 270,24            | Opahi                                   | Opahi                                   |
| ehemaliger Bahnhof | 277,02            | Pokapu                                  | Pokapu                                  |
| Abzweig geradeaus und ehemals von links |                   | Bahnstrecke Otiria–Okaihau              | Bahnstrecke Otiria–Okaihau              |
| ehemaliger Bahnhof | 281,30            | Otiria                                  | Otiria                                  |
| Bahnhof (Strecke außer Betrieb) | 284,13            | Moerewa auch: Waipuna                   | Moerewa auch: Waipuna                   |
| Brücke über Wasserlauf (Strecke außer Betrieb) |                   |                                         |                                         |
| Kopfbahnhof Strecke bis hier außer Betrieb | 287,89            | Kawakawa Bay of Islands Vintage Railway | Kawakawa Bay of Islands Vintage Railway |
| Bahnhof | 291,03            | Taumarere                               | Taumarere                               |
| Strecke von links (außer Betrieb) · Abzweig geradeaus und ehemals nach rechts |                   |                                         |                                         |
| Betriebsstelle Streckenende (Strecke außer Betrieb) · Strecke |                   | Taumarere Wharf                         | Taumarere Wharf                         |
| Kopfbahnhof Strecke ab hier außer Betrieb | 293,40            | Te Akeake                               | Te Akeake                               |
| Tunnel (Strecke außer Betrieb) |                   | Whangae-Tunnel (80 m)                   | Whangae-Tunnel (80 m)                   |
| Bahnhof (Strecke außer Betrieb) | 297,28            | Whangae Bridge                          | Whangae Bridge                          |
| Bahnhof (Strecke außer Betrieb) | 298,96            | Opua                                    | Opua                                    |
| Betriebsstelle Streckenende (Strecke außer Betrieb) |                   | Hafen Opua                              | Hafen Opua                              |
| |                   |                                         |                                         |
| Quellen: |                   |                                         |                                         |

Die Bahnstrecke Auckland–Opua (North Auckland Line) ist eine Bahnstrecke auf der Nordinsel Neuseelands.

## Lage im Netz
Von ihrer Verbindung mit der North Island Main Trunk Railway in Westfield, im südlichen Auckland, verläuft sie auf einer Gesamtlänge von 299 km über Whangārei nach Opua in der Region Northland.

## Geschichte

### Infrastruktur
Die Strecke entstand abschnittsweise. In der zweiten Hälfte des 19. Jahrhunderts wurden in der Region Northland einzelne Bahnstrecken gebaut und fuhren zunächst im Inselbetrieb. Später wurden sie zu einer Strecke verbunden, damals eine Voraussetzung für die wirtschaftliche Entwicklung der Region.

#### Kawakawa–Taumarere (1868)
Der erste Abschnitt der künftigen Bahnstrecke Auckland–Opua wurde am 2. März 1868 als private Industriebahn zwischen Kawakawa und einem Kai in Taumarere eröffnet. Die Strecke war als bush tramway mit hölzernen Schienen konzipiert, um Kohle vom Bergwerk zur Anlegestelle zu bringen. Sie wurde in Normalspur (1435 mm) gebaut. Als die Strecke Kawakawa–Taumarere 1870 Stahlschienen erhielt, wurde die Normalspur beibehalten. Erst nachdem der Staat die Strecke 1875 kaufte, wurde sie 1877 auf Kapspur (1067 mm), der Standard-Spur in Neuseeland, umgespurt.

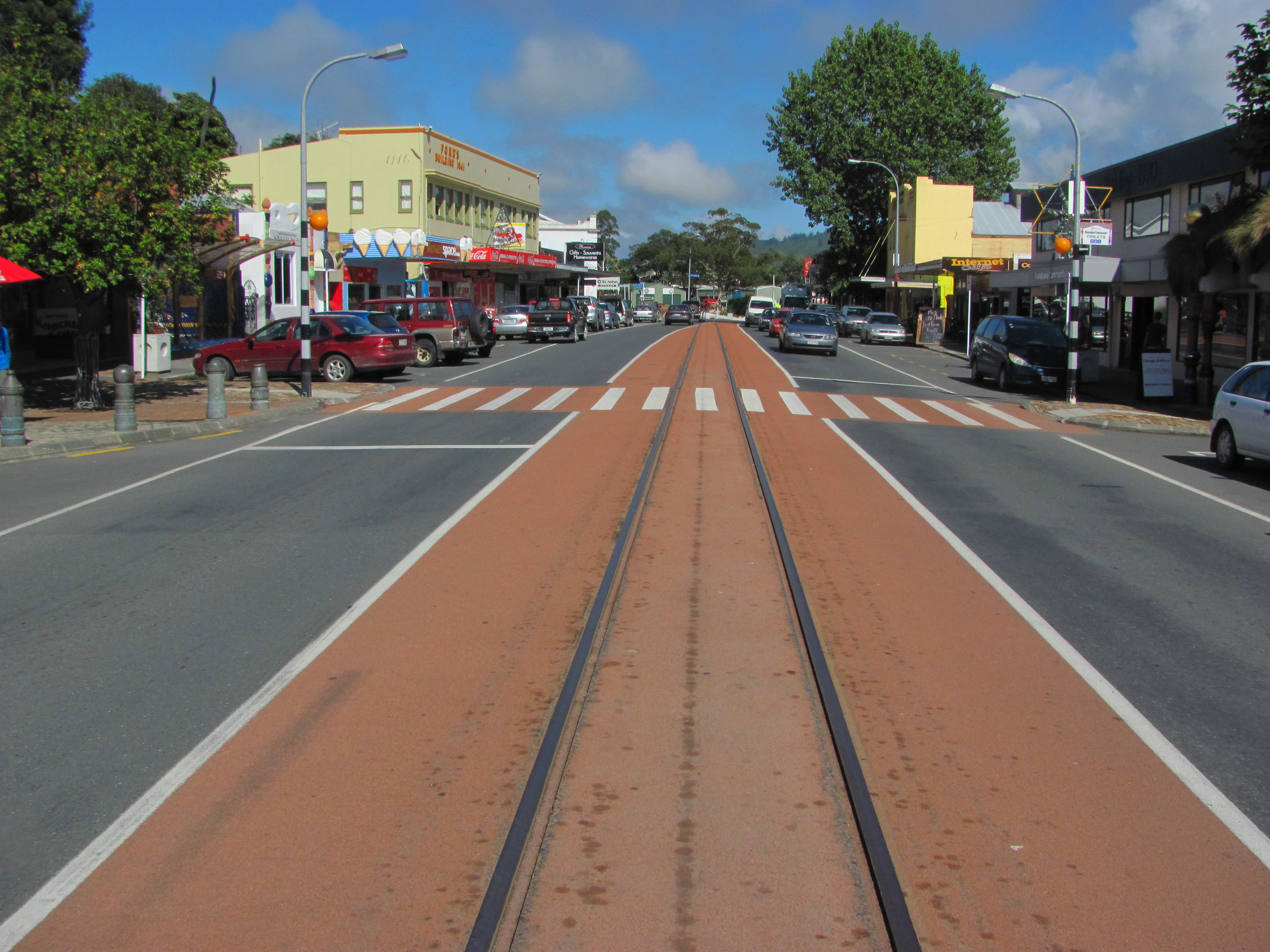
Strecke in der Hauptstraße von Kawakawa
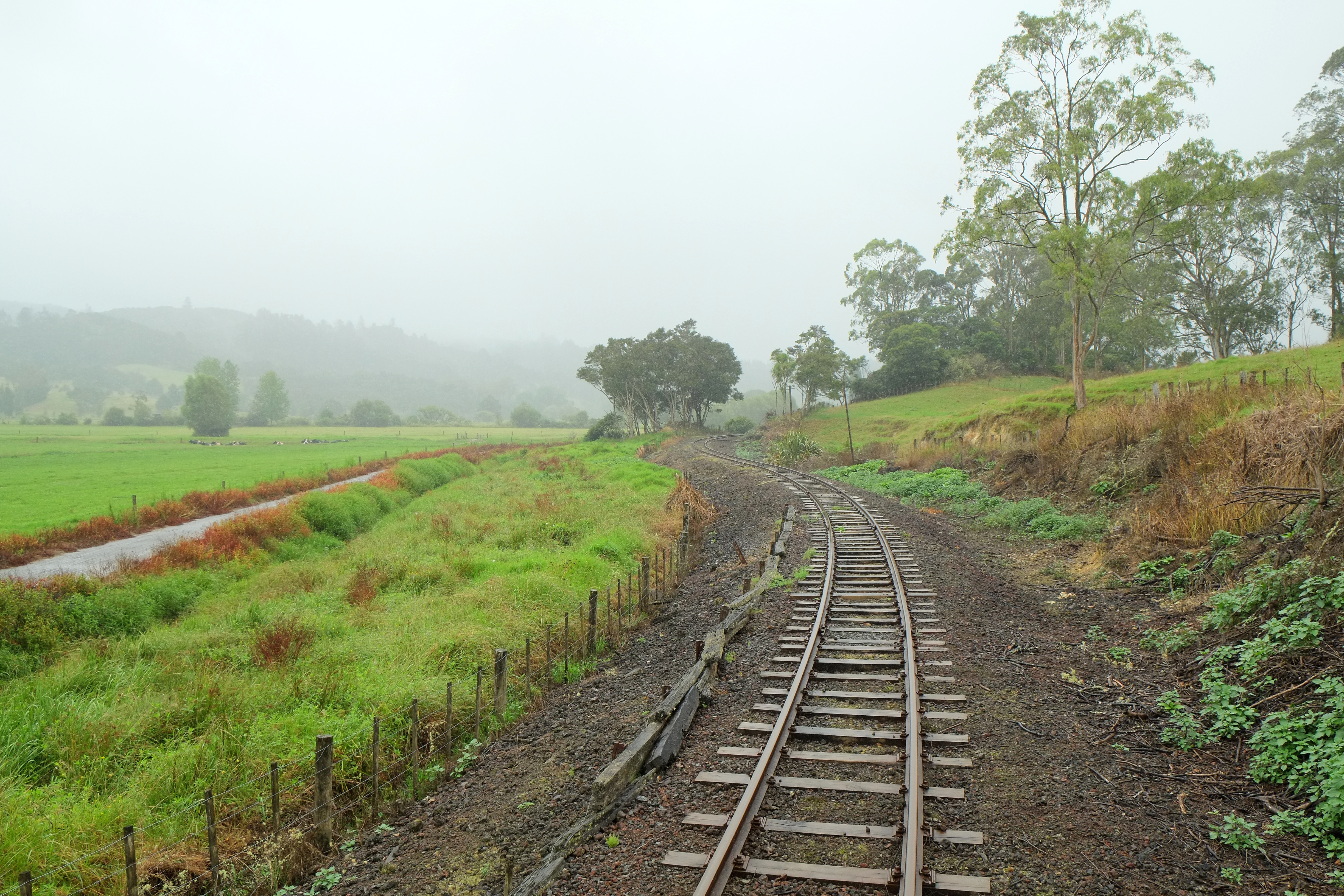
Strecke zwischen Kawakawa und Taumarere
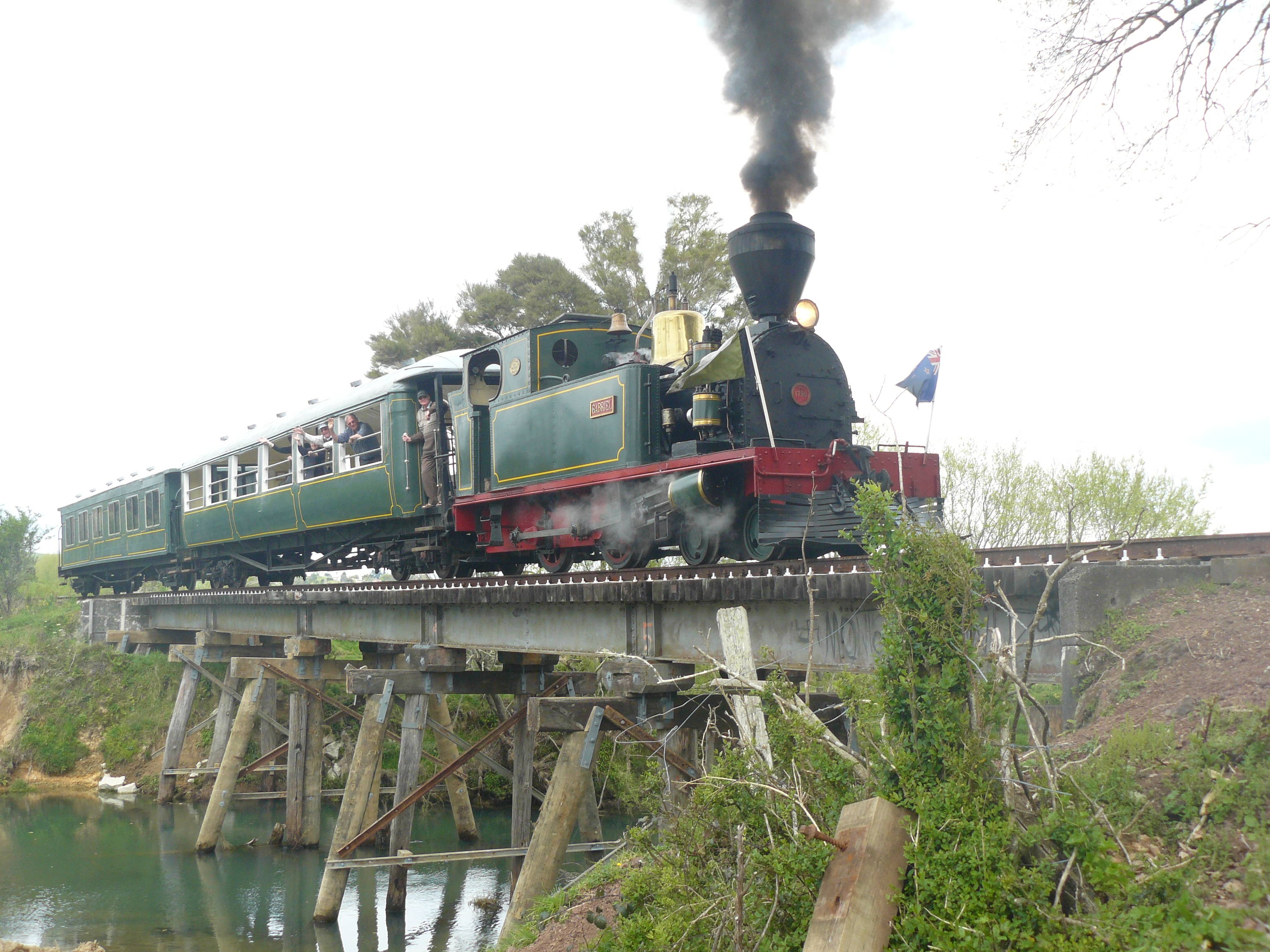
Lok Gabriel der Bay of Islands Vintage Railway

#### Auckland–Onehunga (1873)
Der Abschnitt zwischen den Bahnhöfen Newmarket und Westfield entstand 1873 als Teil der Bahnstrecke Auckland–Onehunga, letzteres heute ein Stadtteil im südlichen Auckland.

#### Kaipara–Riverhead (1875)
Die Holzfäller um den Kaipara Harbour an der Westküste der Northland Peninsula hatten einen schlechten Zugang zu den Märkten in Auckland an der Ostküste. Um den Weg nach Auckland abzukürzen, wurde die Strecke von Hellensville am Kaipara Harbour nach Riverhead an der Ostküste der Halbinsel gebaut. Der Provinzrat von Auckland begann am 31. August 1871 mit den Arbeiten. Am 1. Januar 1872 übernahm die neuseeländische Regierung das Projekt. Da sich die Beschaffung von Schienen verzögerte, eröffnete die Strecke erst am 29. Oktober 1875. Diese nur etwas mehr als 25 km lange Strecke reduzierte die Transportkosten und die Transportzeit gegenüber Ochsengespannen oder der zeitraubenden Küstenschifffahrt erheblich.

#### Auckland–Helensville (1881)
Die Strecke vom Bahnhof Newmarket zum Bahnhof Glen Eden (heute: Auckland) eröffnete am 29. März 1880. Am 21. Dezember 1880 war die Strecke bis Henderson, am 13. Juli 1881 bis Helensville fertiggestellt. Damit war der Anschluss an die Strecke Kaipara–Riverhead hergestellt. Deren nördlicher Endpunkt wurde von Helensville South zu einem zentraler gelegenen Bahnhof in Helensville verlängert. Der Abschnitt von Kumeu nach zum Hafen von Riverhead war nun überflüssig, da es einfacher war, Waren direkt per Zug nach Auckland zu transportieren, als sie dort auf ein Schiff nach Auckland umzuladen. Der 4,6 km lange Abschnitt wurde daher am 18. Juli 1881 geschlossen.

#### Whangārei–Kamo (1882)
Als im Gebiet von Kamo Kohle gefunden wurde, entstand Bedarf für deren Transport zu einem Hafen. Das erste Bergwerk nahm seinen Betrieb 1872 auf. Anschließend verstärkten sich die Bergbauaktivitäten und damit der Druck, eine Eisenbahn zu bauen. 1877 bewilligte die Regierung den Bau. Der begann am 10. März 1879, fiel aber schnell hinter den Zeitplan zurück, da sich das Terrain als instabil erwies und es zu Erdrutschen kam. Am 28. Oktober 1880 wurden die ersten 7,3 km eröffnet, die gesamte Strecke am 30. November 1882. Der Abschnitt war 10,64 km lang.

#### Taumerere–Opua (1884)
Mitte der 1870er Jahre erwies sich die Hafenanlage in Taumarere als unzureichend und sollte durch einen Tiefwasserhafen ersetzt werden, der in „Newport“ (später: Opua) angelegt wurde. Die bestehende Strecke von Kawakawa war also nach dort zu verlängern und eröffnete am 7. April 1884. Ein kurzer Streckenabschnitt zum Kai in Taumarere (800 m) wurde am Tag der Inbetriebnahme der Strecke nach Opua geschlossen.

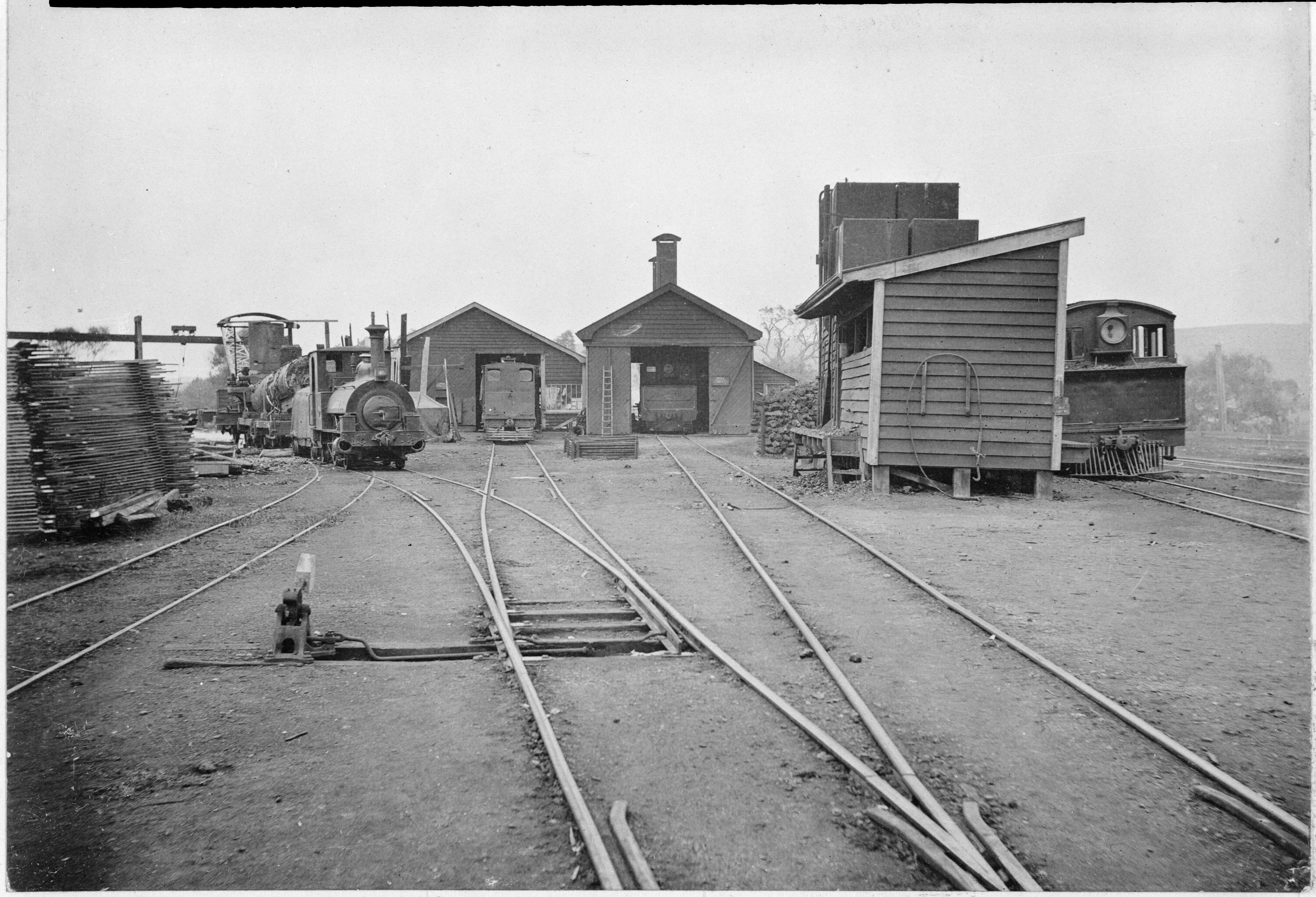
Bahnbetriebswerk Whangārei (1911)
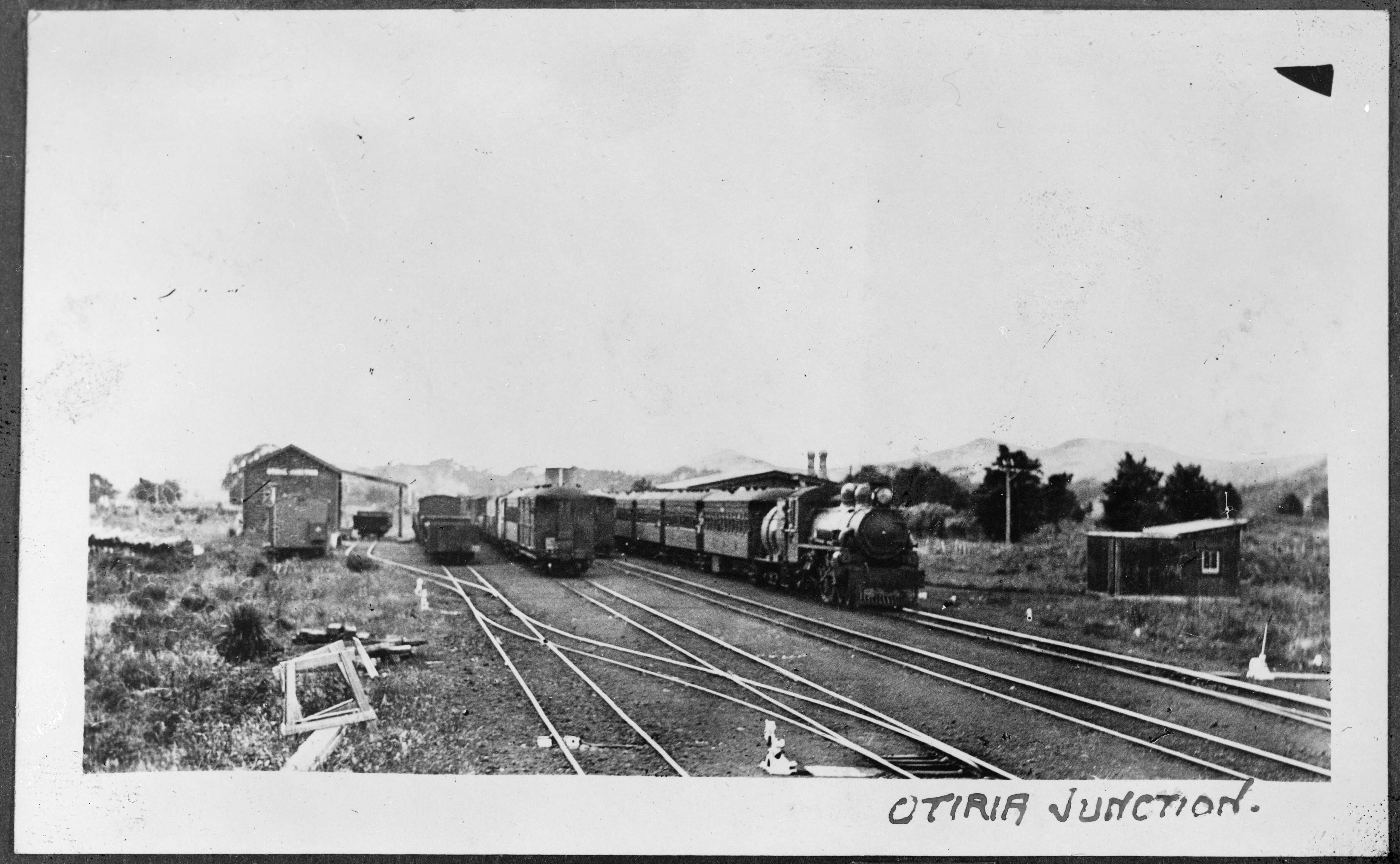
Bahnhof Otiria (um 1930)

#### Kamo–Kawakawa (1892–1911)
Bereits 1879 und 1883 gab es Untersuchungen, um die Strecke von Kawakawa nach Süden zu verlängern. Die Regierung stimmte dem Bau jedoch nicht zu. Der Streit um den Wald bei Puhipuhi ließ die Strecke schließlich zustande kommen: Die am Holzeinschlag Interessierten hatten keine ausreichenden Transportmittel, um das Holz für den Export nach Kamo zu bringen. Die Alternative war, den Wald niederzubrennen, um das Land landwirtschaftlich zu nutzen. Brandstiftungen im Jahre 1888 machten deutlich, dass wertvolles Holz in großem Umfang verloren ginge, sollte die Bahn nicht bald gebaut werden. 1891 bildete sich ein Komitee, das sich dafür einsetzte, die bestehende Strecke Kawakawa–Opua nach Süden zu verlängern. Die rechtliche Grundlage schuf der Railway Authorisation Act von 1891, indem von einem geplanten zweigleisigen Ausbau der Strecke vom Zentrum Aucklands zum Bahnhof Penrose abgesehen und die Mittel für die Streckenverlängerung südlich von Kawakawa eingesetzt wurden.
Die Arbeiten begannen wegen Arbeitskräftemangels erst im März 1892. Am 2. Juli 1894 wurde die Strecke bis Waro freigegeben. Premierminister Richard Seddon gab aber zunächst eine Streckenverlängerung nur bis zum Wald von Puhipuhi frei. Diese sollte ursprünglich in Whakapara enden. Eine Verlängerung nach Waiotu wurde für den besseren Zugang zum Wald erforderlich und eröffnete am 28. Dezember 1898. Eine weitere Verlängerung bis Hukerenui wurde gefordert, verzögerte sich aber, weil der Railway Authorisation Act von 1898 vom Parlament nicht genehmigt wurde. Es gab beträchtlichen politischen Druck, die Lücke zwischen Kawakawa und Whangārei zu schließen, da die Straße zwischen den Endpunkten beider Abschnitte sich in schlechtem Zustand befand. Der Railway Authorisation Act von 1899 gab daher den Bau der Strecke Waiotu–Hukerenui und 8 km Strecke südlich von Kawakawa frei. Das Eisenbahngesetz des folgenden Jahres gab den Bau der letzten 24 km frei, um die Linie über Otiria fertigzustellen.
Am 1. März 1901 wurde die Strecke bis Hukerenui freigegeben. 1904 konnte das Public Works Department (PWD) Züge bis 12,8 km südlich von Kawakawa fahren lassen. Unzureichende Vorbereitung, mangelnde Finanzierung, instabiles Gelände und die Überlastung des PWD mit verschiedenen Projekten führten dazu, dass der Bau nur langsam fortschritt. Im Mai 1910 wurde der 7 km lange Abschnitt von Hukerenui nach Towai freigegeben. Der gesamte Neubau war im Folgejahr fertiggestellt. Am 13. April 1911 übergab die PWD die neue Strecke an das New Zealand Railways Department (NZR), die Staatsbahn. Damit war Whangārei mit der Bay of Islands verbunden.

#### Helensville–Whangārei (1889–1925)
In den 1880er Jahren wurde die von Auckland kommende Strecke jenseits von Hellensville weiter nach Norden vorangetrieben. Am 3. Mai 1889 ging der Abschnitt von Helensville nach Kanohi in Betrieb. Hinter Kanohi erwies sich der Bau aufgrund des weichen Tonbodens als extrem schwierig und nahm entsprechend viel Zeit in Anspruch. Die 4,5 km zwischen Kanohi und Makarau waren daher erst am 12. Juni 1897 fertig, gefolgt von weiteren 5 km nach Tahekeroa am 17. Dezember 1900. Weitere Streckenabschnitte wurden in den nächsten Jahrzehnten fertiggestellt. Am 1. April 1909 wurde Wellsford, am 16. Mai 1910 Te Hana erreicht.
Nach Fertigstellung der North Island Main Trunk Railway 1908 konnten die Arbeiter im Norden eingesetzt werden. Dies beschleunigte den Bau über einige Jahre. Am 13. März 1913 erreichte die Strecke Kaiwaka. 1914 wurde die Otamatea Bridge, längste Brücke der Strecke mit 313 m, fertiggestellt. Der Ausbruch des Ersten Weltkriegs verlangsamte den Weiterbau, so dass der nächste Abschnitt bis Huarau – zu dem auch die Otamatea Bridge gehörte – erst am 1. März 1920 eingeweiht werden konnte. Nach dem Ersten Weltkrieg wurde die Strecke gleichzeitig auch von Whangārei nach Süden vorangetrieben. Der Abschnitt von Whanrarei bis Portland ging am 3. April 1920 in Betrieb. Die Arbeiten schritten von beiden Enden voran, um Huarau and Portland über Waiotira zu verbinden. Dies ging jedoch nicht ohne Streit mit lokalen Interessengruppen ab, die Alternativrouten präferierten. Es gab Diskussionen darüber, ob die Strecke nur bis Whangārei oder bis nach Kaitaia und dem Far North als Hauptstrecke errichtet werden sollte. Als der Bau der Strecke nördlich der Otamatea Bridge genehmigt wurde, war vorgesehen, sie über Waiotira und Kirikopuni als Teil einer Hauptstrecke zu bauen. Hinzukommen sollte eine Nebenstrecke von Waiotira nach Whangārei. Die Regierung gab jedoch zuerst den Bau der Nebenstrecke frei. Die Hauptstrecke über Kirikopuni wurde 1919 zwar genehmigt, aber nie gebaut. Das PWD bot ab 1923 einen Güterverkehr zwischen Huarau und Portland an, einige Teile der Strecke konnten wegen der schwierigen Bodenverhältnisse jedoch nur zeitweilig genutzt werden. Die Strecke wurde vom PWD der Staatsbahn bis zum 29. November 1925 übergeben. Damit war der Bau der Bahnstrecke Auckland–Opua abgeschlossen.

#### Zweigstrecken
Einige Strecken zweigen oder zweigten von der Bahnstrecke Auckland–Opua ab:
- Die Abzweigung Newmarket (Newmarket Branch), verbindet die Bahnstrecke Auckland–Opua vom Bahnhof Newmarket aus mit dem Britomart Transport Centre, dem zentralen Bahnhof von Auckland.
- Die Stichstrecke Kumeu–Riverhead, 4,6 km lang, wurde aufgegeben, als die jenseits von Kumeu verlaufende Strecke in die Bahnstrecke Auckland–Opua integriert wurde.[9]
- Weiter nördlich zweigt die Bahnstrecke Waiotira–Dargaville ab (ohne Verkehr seit 2014).
- Die nördlichste Zweigstrecke war die Bahnstrecke Otiria–Okaihau. Hier wurde der Verkehr 1987 eingestellt und die Strecke anschließend abgebaut.

### Betrieb

#### Fernverkehr

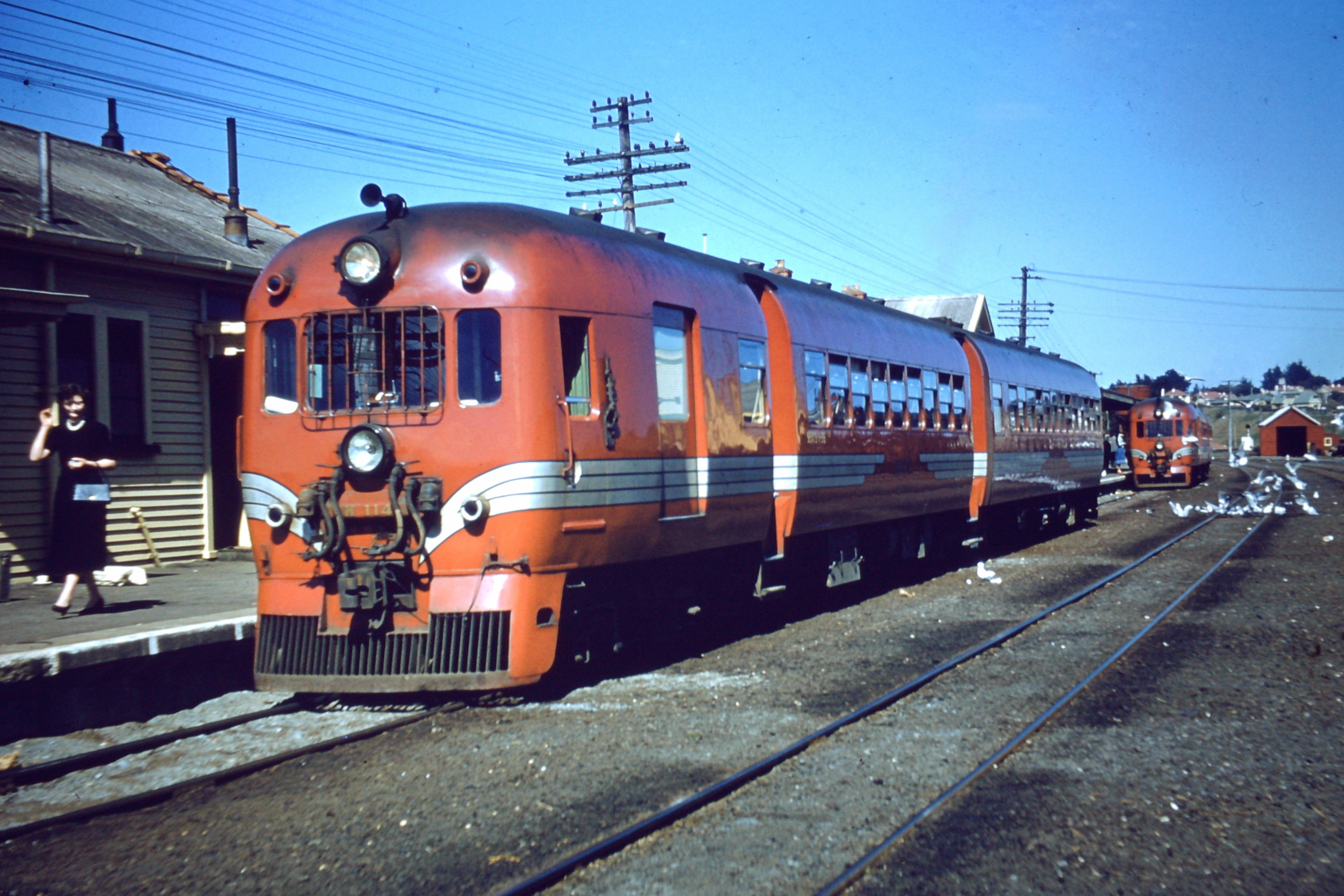
Triebwagen der Baureihe RM, die im Fernverkehr auch auf der Strecke Auckland–Opua im Einsatz waren.

In den frühen Jahren der Strecke befriedigte das Zugangebot eher lokale als überregionale Bedürfnisse. Als die Strecke nach 1925 durchgehend befahrbar war, wurde eine durchgehende Verbindung zwischen Auckland und Opua, der Northland Express, eingerichtet. In den 1950er Jahren fuhr er dreimal wöchentlich und benötigte 5 Stunden und 20 Minuten bis Whangārei. Wegen des schwierigen Geländes, das auch zahlreiche, enge Kurven bedingte, waren die Züge langsam und unterlagen bald dem Wettbewerb mit dem Individualverkehr.
Im November 1956 wurde der lokomotivbespannte Zug des Northland Express durch Dieseltriebwagen der Baureihe RM mit 88 Sitzplätzen ersetzt. Die Verbindung wurde gut angenommen. Als die Auckland Harbour Bridge 1959 eröffnete und die Fahrtzeiten auf der Straße nach Norden drastisch reduzierte, verlor die Bahn schnell an Attraktivität. Die Triebwagen wurden wegen mechanischer Unzuverlässigkeit im Juli 1967 aus dem Betrieb zurückgezogen. Stattdessen ließ die Bahn nun gemischte Züge zwischen Whangārei und Auckland sowie zwischen Whangārei, Okaihau und Opua verkehren. Da Güterzüge viel langsamer verkehrten als die Triebwagen zuvor, war das Angebot keine wirkliche Alternative zum Straßenverkehr, so dass der Mischbetrieb 1976 aufgegeben wurde. Dies war das Ende des Personenfernverkehrs auf der Strecke.
Der Versuch, den Verkehr ab Juli 2008 von Auckland wieder nach Helensville auszudehnen, scheiterte.

#### Nahverkehr für Auckland
Der ÖPNV zwischen Auckland und seinen westlichen Vororten stellte von Anfang an einen wesentlichen Teil des Gesamtverkehrs der Strecke.

#### Güterverkehr
In den frühen Jahren diente ein erheblicher Teil des Güterverkehrs lokalen Bedürfnissen, auch nach Fertigstellung der Gesamtstrecke. Der Verkehr wurde gewöhnlich in den Abschnitten Auckland bis Whangārei und nördlich von Whangārei betrieben.

#### Lokomotiven
Vor Fertigstellung der Gesamtstrecke 1925 wurden hier bis zur Hälfte der Lokomotiven der Baureihe WB betrieben. Später verkehrten hier Dampfloks der Baureihen AB und J. Dieselelektrische Lokomotiven der Baureihen DB und DG lösten die Dampflokomotiven seit 1966 ab. 1968 wurde der Makarau-Tunnel erweitert, um den Einsatz von Loks der Baureihe DA zu ermöglichen. Diese dominierten den Betrieb und waren hier bis 1989 im Einsatz, als sie in vielen anderen Teilen des neuseeländischen Netzes schon nicht mehr eingesetzt wurden. Das lag daran, dass das Lichtraumprofil der Baureihe DC für den Makarau-Tunnel zu groß war. Später wurden Loks der Baureihe DF und DX bis Whangārei eingesetzt. Inzwischen wurde der Tunnel erweitert, so dass ihn auch die Baureihe DC passieren kann.

## Gegenwart

### Infrastruktur
Die Strecke von Westfield Junction bis Otiria Junction gehört heute dem Eisenbahninfrastrukturunternehmen der Neuseeländischen Staatsbahn New Zealand Railways, Ontrack. 2016 gab KiwiRail bekannt, dass der Betrieb auf dem Abschnitt nördlich von Kauri im September des Jahres enden soll. Im Mai 2019 stellte die neuseeländische Regierung für die Sanierung der Strecke Kauri–Otiria 300 Mio. NZ$ zur Verfügung. Die Baumaßnahme sollte Ende 2020 abgeschlossen sein.
Ein weiteres Ziel ist die Anbindung des Tiefwasserhafens Marsden Point. Hierfür soll eine Zweigstrecke von Oakleigh (etwa 15 Kilometer südlich von Whangārei) gebaut werden. KiwiRail hält eine Fertigstellung bis 2023 für möglich. In den Plänen von 2024 hat die Anbindung von Marsden Point Vorrang, so dass erst anschließend die Strecke nach Otiria wieder in Betrieb genommen werden soll, damit zum Beispiel Holz aus dem Norden dort verladen werden kann. Kiwi Rail hofft, dass 2025 die Finanzierung des Hafenanschlusses steht.
Die Bay of Islands Vintage Railway besitzt und betreibt den Abschnitt zwischen Kawakawa und Taumarere.

### Betrieb
Vom zentralen Bahnhof Britomart Transport Centre in der Innenstadt von Auckland befahren zwei Linien des Vorortverkehrs auch Abschnitte der Bahnstrecke Auckland–Opua. Die Wege beider Linien gabeln sich im Bahnhof Newmarket. Eine Linie befährt von dort in südlicher Richtung bis Westfield Junction die Strecke, die Western Line fährt auf ihr bis Waitakere. Beide Linien werden durch Transdev Auckland betrieben.
Die Bay of Islands Vintage Railway befährt die Strecke zwischen Kawakawa und Taumarere seit 2008 mit Museums- und Touristenzügen.
Des Weiteren nutzen von Kiwi Rail betriebene Güterzüge die Strecke zwischen Auckland uns Otiria.